# 方吻叉吻魴鮄
方吻叉吻魴鮄，為輻鰭魚綱鮋形目牛尾魚亞目黃魴鮄科的其中一種，分布於西太平洋的新喀里多尼亞及諾福克島海域，棲息深度可達291公尺，體長可達14.9公分，為底棲性魚類，屬肉食性。